# Canon Armstrong

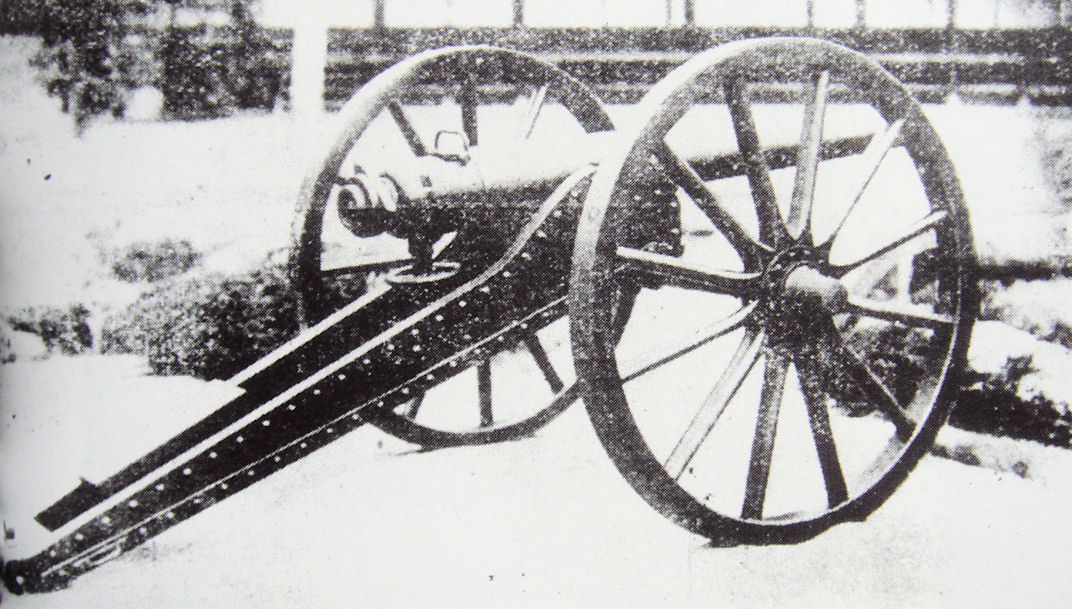
Canon Armstrong présent au Japon pendant la guerre de Boshin (1868–1869).

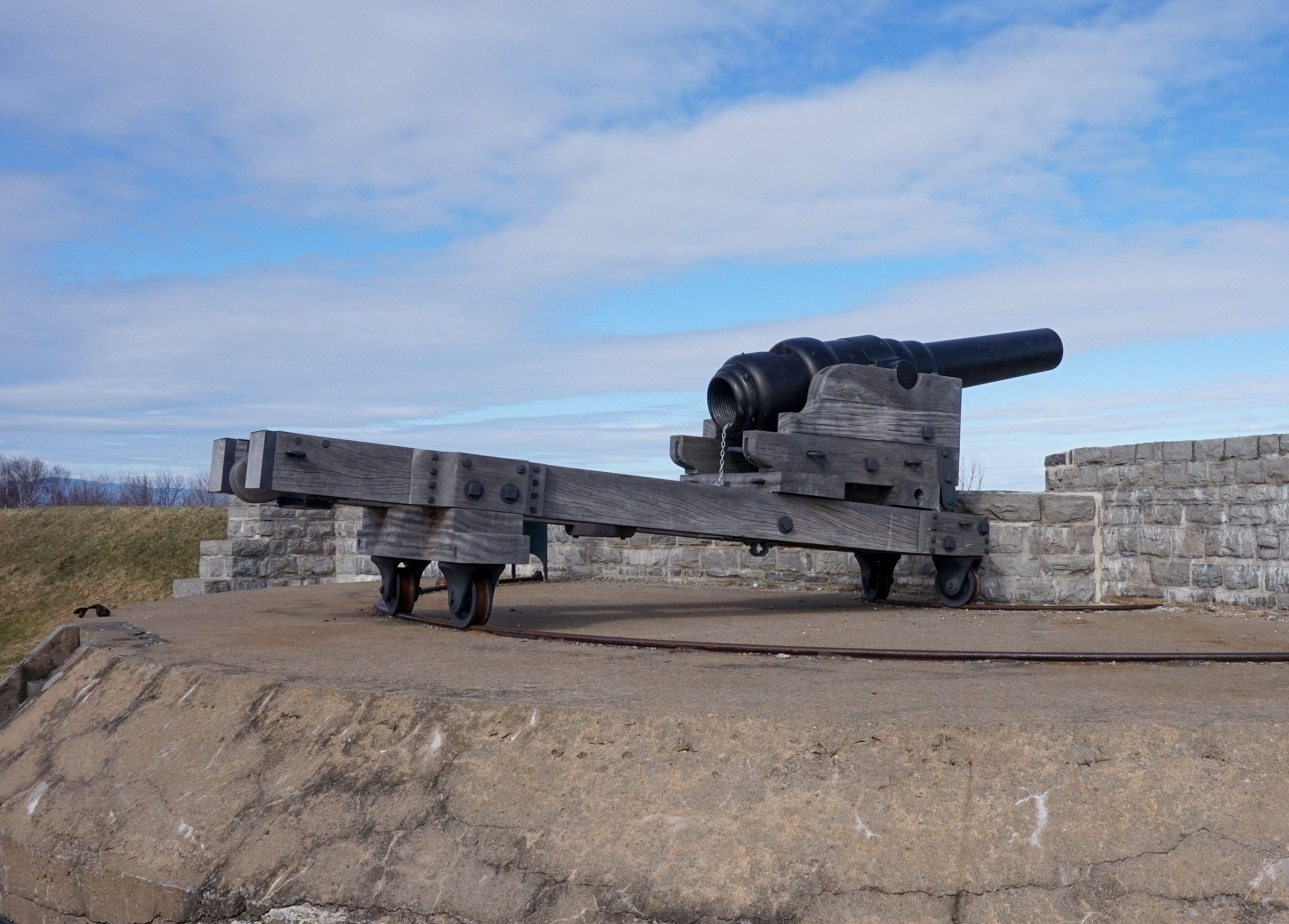
Canon Armstrong au Fort n° 1 de Lévis au Canada.

Le terme Canon Armstrong fut principalement utilisé pour désigner les puissants canons rayés à chargement par la culasse conçus par William Armstrong et construits en Angleterre à partir de 1855 par la Elswick Ordnance Company et le Royal Arsenal de Woolwich. Le terme a été également employé pour décrire la conception des canons Armstrong. Un tube de fer forgé (plus tard en acier au carbone) contient l'âme rayée. Plusieurs frettes de fer forgé enserrent ce tube afin de le renforcer.